# Mr Hudson

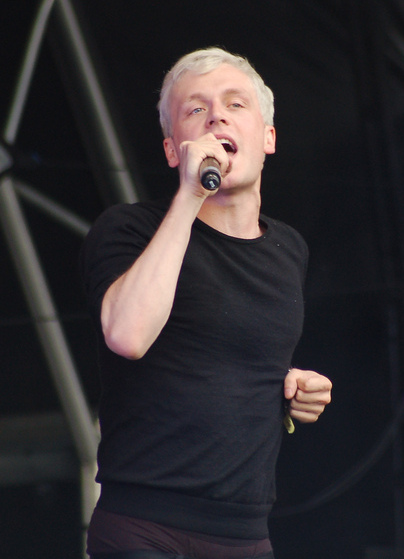
Mr Hudson (2009)

Mr Hudson ist eine britische Pop- und R&B-Band.

## Bandgeschichte
Ben Hudson studierte englische Literatur in Oxford, bevor er sich 2006 entschloss, zusammen mit seinem Freund Maps Huxley eine Band zu gründen. Zur ungewöhnlichen Bandbesetzung gehörte Joy Joseph an den Steel Pan Drums und mit Torville Jones ein Pianist mit klassischer Ausbildung. Sie nannten sich Mr Hudson and the Library. Ungewöhnlich ist auch der Musikstil, Britpop gemischt mit R&B, Grime, Reggae, Jazz und anderen Einflüssen.
Im Oktober 2006 erschien bereits eine erste EP und ein Auftritt bei Later with Jools Holland im Dezember sorgte für zusätzliche Popularität. Im Jahr darauf folgte eine Tour mit Auftritten in britischen Bibliotheken im Rahmen eines allerdings schon länger bestehenden Projekts. Außerdem gingen sie als Vorband von Amy Winehouse mit ihr auf Tour. Im Frühjahr erschien ihr Debütalbum A Tale of Two Cities. Die literarische Anspielung auf Charles Dickens (Eine Geschichte zweier Städte) bezieht sich auf Birmingham, wo Hudson herstammt, und London, wo die Band beheimatet ist. Es enthält neben eigenen Stücken auch Coverversionen von On the Street Where You Live aus dem Musical My Fair Lady und von Matt Dennis’ Swingklassiker Everything Happens to Me. Album und Debütsingle Too Late, Too Late konnten 2007 einen ersten Eindruck in den britischen Charts hinterlassen.
Es folgten Auftritte in Glastonbury und anderen bekannten Festivals sowie Auftritte mit Mika, Groove Armada und The Police. Außerdem wurden sie vom US-amerikanischen Rapper und Produzenten Kanye West entdeckt, der Hudson als Solokünstler bei seinem eigenen Label unter Vertrag nahm. The Library löste sich auf, von den ursprünglichen Mitgliedern blieben nur Joy Joseph und Schlagzeuger Wilkie Wilkinson in der Band, zwei neue kamen hinzu und sie traten nur noch als Mr Hudson auf.
Es folgte eine Zusammenarbeit von Hudson mit West bei dessen Album 808s & Heartbreak, das Ende 2008 erschien. Der gemeinsame Albumsong Paranoid erreichte in den US-Pop-Genrecharts immerhin Platz 34. West revanchierte sich dafür mit einem Gastauftritt bei Mr Hudsons Single Supernova. Diese wurde der erste große Hit und erreichte in Großbritannien Platz 2 der Charts. Sie erschien als Vorabveröffentlichung vom zweiten Album Straight No Chaser.
Außer mit Kanye West arbeitete Ben Hudson auch mit Jay-Z auf dessen Album Blueprint 3 zusammen, das den gemeinsamen Song Young Forever, eine Cover-Version des Alphaville-Klassikers Forever Young, enthält.
Zudem arbeitete Mr Hudson mit Duran Duran an deren Album Paper Gods, welches im Jahr 2015 erschienen ist. Bei einigen Auftritten der „Paper Gods Tour“ war Mr Hudson mit auf der Bühne, so z. B. am 4. Dezember 2015 in Birmingham.

## Bandmitglieder
- Ben Hudson, Sänger, Gitarrist
- Raph Mann, Bassist
- Wilkie Wilkinson, Schlagzeuger
- Joy Joseph, Steel Pan, Sängerin
- Rob Barron, Klavier

## Diskografie

### Studioalben
| Jahr | Titel                  | Höchstplatzierung, Gesamtwochen, AuszeichnungChartsChartplatzierungen (Jahr, Titel, Platzierungen, Wochen, Auszeichnungen, Anmerkungen) | Anmerkungen                                                      |
| Jahr | Titel                  | UK | Anmerkungen                                                      |
| ---- | ---------------------- | --- | ---------------------------------------------------------------- |
| 2007 | A Tale of Two Cities   | UK69 (1 Wo.)UK | Erstveröffentlichung: 5. März 2007 als Mr Hudson and the Library |
| 2009 | Straight No Chaser     | UK25 (2 Wo.)UK | Erstveröffentlichung: 19. Oktober 2009                           |
| 2019 | When the Machine Stops | — | Erstveröffentlichung: 21. Juni 2019                              |

### Singles
| Jahr | Titel Album                                 | Höchstplatzierung, Gesamtwochen, AuszeichnungChartplatzierungen (Jahr, Titel, Album, Platzierungen, Wochen, Auszeichnungen, Anmerkungen) | Höchstplatzierung, Gesamtwochen, AuszeichnungChartplatzierungen (Jahr, Titel, Album, Platzierungen, Wochen, Auszeichnungen, Anmerkungen) | Höchstplatzierung, Gesamtwochen, AuszeichnungChartplatzierungen (Jahr, Titel, Album, Platzierungen, Wochen, Auszeichnungen, Anmerkungen) | Höchstplatzierung, Gesamtwochen, AuszeichnungChartplatzierungen (Jahr, Titel, Album, Platzierungen, Wochen, Auszeichnungen, Anmerkungen) | Anmerkungen                                                                                       |
| Jahr | Titel Album                                 | DE | CH | UK | US | Anmerkungen                                                                                       |
| ---- | ------------------------------------------- | --- | --- | --- | --- | ------------------------------------------------------------------------------------------------- |
| 2007 | Too Late, Too Late A Tale of Two Cities     | — | — | UK41 (1 Wo.)UK | — | Erstveröffentlichung: 19. Februar 2007 als Mr Hudson and the Library                              |
| 2009 | Supernova Straight No Chaser                | DE47 (6 Wo.)DE | — | UK2 Gold · (17 Wo.)UK | — | Erstveröffentlichung: 20. Juli 2009 feat. Kanye West                                              |
| 2009 | White Lies Straight No Chaser               | — | — | UK20 (3 Wo.)UK | — | Erstveröffentlichung: 12. Oktober 2009                                                            |
| 2010 | Young Forever The Blueprint³                | — | CH44 (11 Wo.)CH | UK10 Gold · (28 Wo.)UK | US10 ×3Dreifachplatin · (25 Wo.)US | Erstveröffentlichung: 11. Januar 2010 Jay-Z feat. Mr Hudson Verkäufe: + 3.400.000                 |
| 2010 | Playing with Fire Against All Odds          | — | — | UK14 Platin · (25 Wo.)UK | — | Erstveröffentlichung: 18. Januar 2010 N-Dubz feat. Mr Hudson                                      |
| 2010 | Love Never Dies (Back for the First Time) – | — | — | UK42 (2 Wo.)UK | — | Erstveröffentlichung: 10. August 2010 Caspa feat. Mr Hudson                                       |
| 2011 | Why I Love You Watch the Throne             | — | CH52 (1 Wo.)CH | UK87 Silber · (1 Wo.)UK | — | Erstveröffentlichung: 13. September 2011 Jay-Z mit Kanye West feat. Mr Hudson Verkäufe: + 200.000 |
| 2013 | Real and True –                             | — | — | UK92 (1 Wo.)UK | US— GoldUS | Erstveröffentlichung: 5. November 2013 Future feat. Miley Cyrus & Mr Hudson Verkäufe: + 500.000   |

Weitere Singles
- 2008: There Will Be Tears
- 2009: Paranoid (Kanye West feat. Mr Hudson; US: Gold)
- 2012: Charge (Sway feat. Mr Hudson)
- 2013: Fred Astaire
- 2013: Move
- 2014: Step into the Shadows
- 2015: Dancing Thru It
- 2015: Hey You
- 2017: Can’t Forgot You (feat. Idris Elba)
- 2017: Coldplay (feat. Vic Mensa)
- 2019: Antidote
- 2019: Chicago (feat. Vic Mensa)